# John Pope Hennessy
Pour les articles homonymes, voir Hennessy (homonymie).
Ne doit pas être confondu avec son petit-fils John Pope-Hennessy
John Pope Hennessy (5 avril 1834 – 7 octobre 1891) était un administrateur colonial de l'Empire britannique.

## Biographie

### Vie privée
John Pope Hennessy est né dans le Comté de Cork. Il est le fils de John Hennessy (à l'origine Ó hAonghusa (en)) de Ballyhennessy et a fait ses études au Queen's College de Cork. Hennessy a terminé ses études de médecine à la Queen's University en Irlande.
Il a eu deux enfants illégitimes par sa maîtresse Mlle Conyngham, bien qu'il ait épousé Catherine Elizabeth Low, fille de Sir Hugh Low. Ils avaient trois fils, l'aîné étant Richard Pope-Hennessy (en).
Sa devise personnelle était «Trois Grandes Qualités à Succès», qu'il a décrit comme Le premier est l'audace, Le second est l'audace, et le troisième est l'audace.
Sir John Pope-Hennessy (1913-1994), historien de l'art britannique et directeur du British Museum de 1974 à 1976, est son petit-fils.

## Décorations
- Ordre de Saint-Michel et Saint-Georges Chevalier commandeur. Compagnon en 1872.